# José Eduardo Agualusa
José Eduardo Agualusa (Huambo, Angola, 1960) és un periodista i escriptor angolès en portuguès. Ha estat traduït al català.

## Trajectòria
El 1977 va marxar a Portugal, a fer estudis d'agronomia, que no va arribar a completar. D'estudiant va militar en moviments ecologistes. Va començar a treballar com a periodista a la revista África, editada a Portugal. Va deixar, però, ràpidament el periodisme informatiu per dedicar-se a la crònica i al reportatge com a freelance en diferents mitjans de la premsa portuguesa com ara el diari Público (on ha publicat nombroses cròniques) o l'emissora de ràdio pública portuguesa Antena 1 (on feia un programa sobre música i poesia africana titulat "L'hora de les cigales"). Ha col·laborat també en programes de televisió de caràcter cultural com "Acontece", emès a RTP2.
L'any 1989 va publicar la novel·la A conjura, estrena literària de gran èxit que li va fer guanyar el premi Revelació Sonangol, atorgat per un jurat format per algunes de les més prestigioses figures literàries d'Angola: José Luandino Vieira, Gabriela Antunes, Arnaldo Santos, Enrique Bonavena i José Domingos. L'any 1990 publica un recull de contes amb el títol de D. Nicolau Água-Rosada e outras estórias verdadeiras e inverosímeis. Prossegueix la carrera literària amb A feira dos assombrados, publicada l'any 1992, una novel·la curta. L'edició inclou la republicació de la primera part del llibre anterior. Entremig, el 1991, publica el llibre de poemes Coração dos bosques. L'any 1993 apareix publicat un treball fruit de la seva faceta periodística, Lisboa africana, un reportatge sobre la vida de la immigració africana a la capital portuguesa. A cavall entre Lisboa i Luanda escriu les novel·les Estação das chuvas i Nação Crioula. Amb aquesta última aconsegueix el Gran Premi de Literatura RTP 1997. L'any 1998 es trasllada al Brasil, concretament a Olinda, on escriu el llibre de narracions breus Fronteiras perdidas, publicat el 1999. Aquest mateix any se'n va a Rio de Janeiro, des d'on intensifica els contactes amb la vida cultural d'aquell país.
L'any 2000 publica un recull de cròniques aparegudes majoritàriament a la revista Pública (dominical del diari portuguès Público) o a la revista Xis amb el títol de A substância do amor e outras crónicas. També aquest any 2000 publica Um estranho em Goa, barreja de novel·la i llibre de viatges situat a l'antiga colònia índia de Portugal. A finals d'aquest mateix any obté un ajut de la DAAD (Deutscher Akademischer Austauschdienst) per fer una estada a Berlín, on escriu la novel·la O ano em que Zumbi tomou o Rio (publicada el 2002). El 2003 treu un nou llibre de relats breus amb el títol de Catálogo de sombras, títol també del primer dels contes que s'hi recull i que havia estat publicat a la revista Tabacaria en homenatge a Fernando Pessoa. L'any 2004 publica la novel·la O vendedor de passados, novament ambientada a Angola. El 2005 surt al Brasil, en el marc de la publicació de les obres d'Agualusa en aquest país, una antologia de contes —molts ja publicats en llibre, altres inèdits— amb el títol de Manual prático de levitação. El 2006 publica el recull de contes Passageiros em trânsito: novos contos para viajar, on inclou uns quants contes publicats anteriorment a Pública, a més d'un conte escrit per commemorar els 40 anys de l'editorial Publicações Dom Quixote i alguns altres dispersos en diferents revistes.. Les seves obres han estat traduïdes a altres llengües. El 2007 treu una nova novel·la, As mulheres do meu pai, ambientada sobretot a diferents llocs de l'Àfrica austral. El seu següent llibre, amb dibuixos de João Queiroz, intitulat Na rota das especiarias, torna al gènere de viatges. El 2009 publica Barroco tropical, una novel·la que retrata una Luanda tumultuosa i estranya, suposadament l'any 2020. L'anys següent publica Milagrário pessoal (2010), la història d'una lingüista que busca neologismes i del seu professor angolès. D'aleshores ençà ha continuat publicant ficció (contes i novel·les) i també cròniques i literatura infantil i juvenil.
El gener de 2021, fou una de les 50 personalitats que signar el manifest «Dialogue for Catalonia», promogut per Òmnium Cultural i publicat a The Washington Post i The Guardian, a favor de l'amnistia dels presos polítics catalans i del dret d'autodeterminació en el context del procés independentista català. Els signants lamentaren la judicialització del conflicte polític català i conclogueren que aquesta via, lluny de resoldre'l, l'agreuja: «ha comportat una repressió creixent i cap solució». Alhora, feren una crida al «diàleg sense condicions» de les parts «que permeti a la ciutadania de Catalunya decidir el seu futur polític» i exigiren la fi de la repressió i l'amnistia per als represaliats.

## Obra
José Eduardo Agualusa pertany a la primera generació d'escriptors angolesos formats després de la independència del país. Al contrari del que és molt habitual en les generacions immediatament anteriors —amb una literatura sovint completament marcada per la guerra colonial i compromesa amb el projecte descolonitzador—, l'obra d'Agualusa evita explícitament les certeses morals i les preses de partit incondicionals en relació amb la història i la situació del seu país. Sense deixar de ser en certa manera una literatura estretament compromesa amb les qüestions que aborda, es manté tossudament allunyada de la militància i del maniqueisme, i de fet se situa amb freqüència en terrenys conscientment polèmics i delicats amb l'objectiu d'il·luminar determinats episodis o aspectes de la vida angolesa des de perspectives poc convencionals i provocatives per a les versions oficials de la història i per a les postures acomodatícies i poc inclinades a una revisió crítica dels fets.
La història d'Angola és, en efecte, un dels grans temes de la narrativa d'Agualusa, que fins ara s'ha concentrat fonamentalment en dos moments: la segona meitat del segle xix i la segona meitat del segle xx. El primer d'aquests períodes correspon al moment àlgid i l'inici de la decadència d'un grup social d'origen europeu o mestís però arrelat a la colònia i que començava a construir una cultura pròpia simbòlicament allunyada de la metròpoli. El segon període coincideix amb el desenvolupament dels moviments anticolonials, la guerra contra Portugal fins a la independència política i els conflictes pel poder al nou estat angolès, de conseqüències tràgiques.

### A Conjura
La colonització portuguesa d'Angola abans del segle XX és molt feble en termes quantitatius i es concentra fonamentalment en els nuclis urbans costaners. En una societat fortament patriarcal i esclavista, on a més la presència colonial femenina és molt més minsa que la masculina i on la poligàmia de facto és habitual, es dona un fenomen força important de mestissatge i el sorgiment d'un col·lectiu que desenvolupa una cultura fortament marcada pels valors europeus —que li fan de model absolut— però alhora amb un substrat africà significatiu. El grup mestís dels pocs nuclis urbans, i especialment de la capital, es constitueix en una mena de classe mitjana que porta el pes de l'administració i de l'economia però que pel fet de no ser considerats blancs no poden tenir accés al poder polític: són els anomenats "fills de la terra".
A conjura, la primera novel·la d'Agualusa, és, de fet, una radiografia del procés de substitució d'aquest grup social al capdavant dels destins de la colònia. L'estat portuguès inicia, després de la Conferència de Berlín, una política de recolonització i un replantejament dels principis de l'administració colonial que suposaran la fi de les possibilitats d'una mínima promoció social dels mestissos. Agualusa presenta a A conjura una alta societat de Luanda en què el criteri de diferenciació social no és el color de la pell, sinó l'adscripció cultural i familiar i el poder econòmic. Així, els vells colons portuguesos conviuen amb els mestissos fills de la terra —fills seus, de fet—, amb les dames africanes aculturades de grat o per força i fins i tot amb algun membre assimilat de l'aristocràcia africana. Aquesta societat criolla en què van sorgint, a més, anhels d'una major autonomia política i crítiques a la deixadesa de la metròpoli, es veu alterada per l'arribada creixent de nous colons i pel també creixent valor del criteri racial en el repartiment de càrrecs i llocs de treball o en l'aplicació de la justícia. El personatge de Severino de Souza és un representant emblemàtic dels fills de la terra: fill d'un colon portuguès i d'una senyora africana, treballa a l'administració pública on fa una carrera modesta però ascendent fins que la nova política colonial favorable als blancs n'afavoreix la degradació i propicia el fàcil ascens de persones arribades de Portugal amb l'únic requisit de ser blanques. D'altra banda, Antunes, un tèrbol aventurer portuguès desterrat (sovint la deportació a les colònies africanes era una alternativa a la pena de presó) representa el màxim beneficiari del viratge polític. Antunes és propietari de terres a l'interior del país i, en una festa, fa rostir una esclava per donar-la a menjar als gossos. És detingut i empresonat a Luanda, però aconsegueix fugir. Anys després no només és perdonat, sinó que esdevé una peça important de la penetració portuguesa al país i el governador li ofereix un càrrec polític i total impunitat. El conflicte entre cultura criolla i cultura metropolitana s'exemplifica de bon començament a A conjura: en morir Velho Gama se celebra un enterrament públic a l'europea i un enterrament clandestí a l'africana, perquè un nebot de la metròpoli l'ha prohibit, mentre que la seva filla, nascuda a Angola, no hi posa cap pega.
El paper dels deportats a les colònies és complex en les novel·les d'Agualusa. A més dels casos de delictes de sang, sovint es tracta també de condemnats per delictes polítics, republicans i anarquistes portuguesos, que porten a Àfrica nous ideals. L'autor atorga gairebé sempre un paper en el procés històric angolès a la ideologia llibertària. La conspiració dels autonomistes per prendre el poder a Luanda que s'explica a A conjura té una ànima, un humil barber negre de Benguela, Jenónimo Caninguili, adoptat i educat per un llibertari portuguès anomenat Acácio Pestana. Un barber que instal·la una barberia a Luanda que es diu La fraternitat i que es converteix ràpidament en un centre social masculí on es discuteix i es comenta l'evolució de la colònia i l'enfrontament entre la comunitat arrelada a la capital, blanca i mestissa, i les noves onades de colons emparats per la política de discriminació racial. Per tant, A conjura esbossa una societat urbana angolesa en permanent crisi, amb una evolució vertiginosa en part explicada per una situació molt més oberta i anòmica —especialment en el pla de les convencions morals europees o en el de l'esclerosi social— que la portuguesa. L'Angola de A conjura és un espai convuls que permet tant el ràpid ascens social com la sobtada ruïna, un espai fonamentalment percebut com a nou, en construcció, en procés d'ocupació. Al fons d'aquest escenari, les comunitats autòctones, en un altre món, s'entenen a vegades com l'enemic essencial i a vegades com l'aliat natural d'un projecte d'allunyament de la metròpoli, però en tots els casos es perceben com una alteritat radical.
Agualusa es permet a A conjura una certa mitificació de la societat mestissa de Luanda, la protagonista de l'intent de secessió. En la novel·la es tractaria d'un col·lectiu capaç de construir una alternativa cultural a mig camí entre Europa i Àfrica, alliberada dels prejudicis racials i capaç de sintetitzar el millor d'ambdós mons. Naturalment, la metròpoli no pot tolerar aquesta deriva i utilitza tots els recursos que té a l'abast per reinstaurar l'ordre que li és més favorable: dels recursos legislatius (noves lleis discriminatòries, proposta d'una justícia per a europeus i una justícia per a africans...) a la marginació administrativa (política de càrrecs) i la manipulació econòmica (suport a determinats projectes com el ferrocarril en detriment del transport fluvial). El personatge de Marimont, un vell comerciant d'armes que accedeix a afavorir la nova política a canvi de concessions sucoses, és un exemple de cinisme acomodatici, mentre que Pedro Saturnino de Souza ho és d'enfonsament econòmic i personal per la impossibilitat d'adaptar-se als nous temps.

### A Feira dos Assombrados
Agualusa reprèn molt especialment el tema dels canvis socials que la intensificació de la política colonial portuguesa iniciada a finals del segle xix a la novel·la curta A feira dos assombrados (La fira dels embruixats). Aquest cop l'acció transcorre en una petita ciutat al marge del riu Quanza, Dondo. L'eix del relat és l'estranya aparició de cossos ofegats que venen de riu amunt, cada vegada més deformats i abundosos. Aquest fet ens permet observar la descomposició d'un sistema de vida i ens ajuda a palpar i a sentir l'olor de la decadència, el motiu immediat de la qual és la substitució de les vies fluvials de transport pel ferrocarril —allunyat del poble—, cosa que situa una comunitat fora del món, al marge de la història. Però l'essencial en aquesta peça és el procés de descomposició en si mateix, més enllà de la situació històrica en què s'enquadra, i les diferents reaccions que provoca entre les persones que en són víctimes sense entendre'n els mecanismes ni poder-los dominar.

### Nação Crioula
Agualusa revisita el segle xix en una curiosa novel·la epistolar de l'any 1997, Nação Crioula. En aquest cas els fets se situen entre 1868 i 1888, una època marcada també pels canvis profunds que implica la prohibició del tràfic d'esclaus cap a Amèrica. Nação Crioula ressuscita un antic personatge literari, Fradique Mendes, que sovint ha estat considerat un precedent de la creació heteronímica pessoana. L'any 1869 apareixien en alguns diaris portuguesos els versos d'un poeta desconegut d'orientació simbolista acompanyats d'unes breus dades biogràfiques que esbossaven la figura d'un dandi cosmopolita. Aquest poeta va resultar ser una invenció de tres grans escriptors de l'època: José Maria Eça de Queiroz, Antero de Quental i Batalha Reis. Tret d'una breu referència una mica posterior, Fradique Mendes desapareix de l'escena literària portuguesa fins que més d'una dècada després apareix a la premsa una biografia seva més detallada i firmada per Eça de Queirós. La versió definitiva i en llibre d'aquesta biografia —acompanyada d'un conjunt de suposades cartes del mateix Fradique— es publicarà l'any 1900, just quan Eça acaba de morir, amb el títol de A correspondència de Fradique Mendes.
Aquesta mistificació literària que no es limita a crear una obra amb un nom fals, sinó que construeix tota una personalitat creadora —i que en efecte Fernando Pessoa portarà a les últimes conseqüències amb la creació dels heterònims— és també un element central en l'obra d'Agualusa. En aquest cas, l'autor aprofita l'existència literària de Fradique per dirigir la mirada en principi autocomplaent i distanciada d'un turista aristocràtic i il·lustrat cap a una situació colonial en molts aspectes colpidora, profundament i cruelment injusta, que no deixa de ser l'adob i el fonament imprescindible de la refinada civilització europea. El Fradique d'Eça és un personatge hedonista i lúcid que representa l'herència finisecular d'un cert romanticisme. Personifica la decepció pel progrés i es veu obligat a viure la contradicció irreductible entre el menyspreu cap al món industrial i la classe que el dirigeix —hipòcrita, falsa, mancada de gust—, i la consciència de ser un beneficiari d'aquest món, al qual a més no contribueix. Aquesta posició en certa manera paràsita l'obliga a un cert cinisme escèptic i a un individualisme radical que li permet mantenir-se igualment distanciat de tot i de tothom. El Fradique d'Agualusa, però, en viatjar a Angola, es veu abocat a escurçar aquesta distància i a involucrar-se completament en els esdeveniments. Àfrica, en la construcció literària d'Agualusa, sotragueja i transforma completament el món interior de Fradique Mendes i en fa una altra persona. L'itinerari de Fradique a Àfrica és una mena de descens a l'infern, una aproximació física al substrat terrible que permet la vida fàcil i brillant dels escenaris europeus del personatge, fonamentalment París. Però la implicació directa i la renúncia a la distància d'un escèptic radical com ell ha de tenir un desencadenant poderós: l'amor. Fradique és per naturalesa al·lèrgic a les grans causes, convençut com està que bona part de la misèria del món és intrínseca a la naturalesa humana i que els grans canvis, les grans revolucions, només són un recanvi d'elits. En canvi, és capaç d'arriscar la vida amb una certa frivolitat, ja sigui per una mena de sentit esportiu del risc, de la recerca de l'emoció com a finalitat en si mateixa (cosa que el porta a participar al costat de Giuseppe Garibaldi en la conquesta de Nàpols), ja sigui per una raó tangible, identificable, personal. Per això el Fradique que revelen les primeres cartes de Nação Crioula —que s'estructura en vint-i-cinc epístoles seves i una de la seva dona, quan ell ha mort— és encara el cínic dandi. Però la peripècia vital de la seva enamorada, que cau en l'esclavatge després d'haver estat una rica aristòcrata angolesa, el transforma en un actiu antiesclavista que, instal·lat al Brasil com a propietari rural, practica les seves idees més o menys igualitàries en la gestió agrícola i abandona del tot el posat distant i descompromès que el caracteritzava.
Agualusa dona, doncs, una nova dimensió de personalitat al personatge queirosià, el falsifica i el manipula (fins al punt de fer-li acceptar entusiasmat una existència convencional de parella i la condició de pare) aprofitant un marge que la prèvia biografia —també falsa— d'Eça de Queirós permet.

### Estação das Chuvas
El joc de mistificacions explotat a Nação Crioula és sens dubte una característica de la narrativa d'Agualusa. Un joc que té el zenit en la creació del personatge central d'Estação das chuvas (1996). Aquesta novel·la, publicada abans que Nação Crioula, se situa en l'altre àmbit històric esmentat, la segona meitat del segle xx. Un dels seus temes centrals és, com dèiem, la descomposició, la desarticulació extrema d'una societat, en aquest cas exemplificada per l'Angola de la guerra civil postcolonial. Agualusa parteix de la idea —en certa manera com el personatge de Fradique Mendes— que el poder és un element intrínsecament corruptor. Així, ja en la guerra contra la colonització portuguesa, en el que té d'assalt al poder, podem trobar-hi indicis d'aquesta corrupció. Però on es manifesta de manera radical, absoluta, és en la posterior guerra civil, que en la perspectiva d'Agualusa és una lluita entre grups socials i identitaris, entre concepcions del món, entre model urbà i espai rural, però sobretot una lluita aferrissada i aniquiladora entre elits pel poder. Una visió, doncs, de després de la guerra freda, en què la retòrica dels diferents discursos ja no dibuixa camps simbòlics ben delimitats entre món capitalista i món socialista (que un bàndol formulava com materialitzacions de la dicotomia llibertat-dictadura, i l'altre de la dicotomia justícia-desigualtat, sobreposades a esquemes maniqueus clàssics entre bondat i maldat o entre veritat i propaganda). Agualusa difumina els límits d'aquesta caracterització, els qüestiona i els ressitua, però amb una voluntat expressa de no crear un altre escenari simbòlic fix, esclerotitzat, sinó fluctuant, inestable, ambigu i paradoxal. Estação das chuvas és un primer intent en aquest sentit: el Moviment Popular d'Alliberament d'Angola —MPLA— no és fonamentalment la màxima expressió de la lluita a favor de la justícia i contra un fenomen moralment inacceptable com el colonialisme, sinó la rebel·lió dels fills contra els pares, la voluntat d'apropiació d'una herència colonial i de fet ben poc autòctona com és l'Angola moderna. La UNITA —l'altra gran guerrilla angolesa amb suport de Sud-àfrica i dels Estats Units— ja no és només la personificació del llarg braç de l'imperialisme capitalista blanc, sinó la conseqüència d'una aculturació diferent —fonamentalment protestant— i alhora la protesta d'un món rural, profundament africà, tan menystingut per Lisboa com per Luanda, i tan allunyat de l'una com de l'altra.
Totes aquestes reinterpretacions s'aparten sens dubte de la història oficial i fins i tot —segons algunes opinions— arriben a forçar la interpretació de certs fets (recurs comú, d'altra banda, de la novel·la històrica), però en canvi atorguen ambigüitat i converteixen en literatura el que podria ser simplement una recreació literària d'un projecte de construcció nacional de matriu europea basat en l'estat (com ho són algunes de les obres de la generació angolesa anterior). Agualusa s'esforça a suspendre el judici moral sobre unes circumstàncies a les quals, però, no pot deixar de sentir-se emocialment molt vinculat. Per això Estação das chuvas és un viatge cap a la descomposició que assoleix el seu punt àlgid en el fracàs de les negociacions de pau de 1992 i que l'autor il·lustra amb contundència i amargura amb l'episodi en què una dona talla el cap d'un noi albí en plena Luanda davant de dos policies, només perquè corren rumors que el cervell dels albins cura la sida.
El gust per la mistificació i pel poder de la invenció literària es manifesta en aquesta novel·la amb una gran potència. Aquí Agualusa crea també un personatge que s'acosta a l'heteronímia pessoana en el sentit que es tracta d'una escriptora amb una biografia i un paper de personatge, però també amb una obra pròpia. Lídia do Carmo Ferreira és, en efecte, un dels principals eixos narratius de la novel·la. Es tractaria d'una poeta angolesa de la generació de la revista Mensagem, un grup que als anys cinquanta del segle XX posa les bases literàries de la contestació anticolonial. És la generació també dels fundadors del MPLA: Viriato da Cruz, Agostinho Neto, António Jacinto, Mário Pinto de Andrade, etc. El recorregut biogràfic de la suposada poeta és, doncs, el mateix que molts d'aquest grup: estudis a Lisboa, militància política, voluntat de crear una cultura autòctona angolesa, ideologia d'esquerra. Tanmateix, Lídia do Carmo Ferreira exemplifica també una deriva crítica en el procés cap a la independència: forma part d'un corrent minoritari que s'oposa ja des d'abans de la independència al que considera renúncies importants i indicis d'autoritarisme i de corrupció en la cúpula del MPLA. Agualusa construeix el personatge amb diversos elements discursius a fi de donar-li versemblança: la integra en la biografia de personatges reals ben coneguts com ara els escriptors citats, ofereix mostres de la seva obra poètica i del seu diari personal, reprodueix suposats fragments d'una llarga entrevista amb ella... Aquesta construcció de versemblança en diferents nivells es revela altament efectiva. Segons el mateix autor, la publicació del llibre va provocar l'interès d'algunes persones, tant a Angola com a Portugal, per editar l'obra d'aquesta poeta-personatge, convençuts que de fet havia tret a la llum un gran valor literari angolès que fins llavors havia passat desapercebut.
Tant se val si l'anècdota és senzillament una nova mistificació o si realment la versemblança de Lídia do Carmo Ferreira va aconseguir traspassar la frontera literària per entrar al que anomenem món real (segons Agualusa, algú li va arribar a afirmar que havia conegut personalment la poeta), com ho havia fet en el seu moment el Fradique Mendes d'Eça o l'Álvaro de Campos de Pessoa. El fet revela un dels projectes de l'autor angolès: esborrar la frontera entre realitat i ficció, anar més enllà d'aquesta dicotomia sense gaire sentit en un univers fonamentalment construït per la paraula. L'obra literària mostra una vocació heurística, creadora, i al mateix temps posa en evidència el caràcter essencialment literari del discurs històric. Sabem que Agualusa escriu ficció, però al mateix temps que juga amb elements recognoscibles com a reals, de manera que el relat esdevé engendrador de veritat. El fet de situar-se en el camp de la novel·la li permet una llibertat molt més gran a l'hora de lligar i donar coherència als fets reconeguts com a històrics. Aquesta coherència fa possible que allò que reconeixem en la ficció com a agafat de la història encomani realitat a allò que només és un element ficcional. Així, se'ns revela l'enorme capacitat de manipulació que pot tenir la literatura, davant la qual altres discursos en principi més fiables però més sotmesos a controls crítics —com ara el periodisme— perden terreny com a descripcions legítimes d'allò que de debò va passar.
Estação das chuvas té, doncs, com a eix aquest personatge de ficció integrat a la història que és Lídia do Carmo Ferreira. La novel·la, però, s'articula en dos moments que corresponen a dues generacions. D'una banda, la generació que posa les bases culturals i ideològiques de la descolonització, força abans que l'acció política i la militar la facin efectiva, i ho fa fonamentalment mitjançant la literatura. D'altra banda, la generació de la independència, la que es veu abocada a la guerra civil després de la descolonització i a l'enfonsament dels somnis igualitaris i llibertaris que havia de fer possibles la fi del domini portuguès. La veu narradora se situa en aquesta segona generació, però la figura cabdal d'aquest segon moment és també una dona, Paulete do Carmo Ferreira Bastos, neboda de Lídia. Ella representa l'oposició interna a un MPLA instal·lat en el poder i convertit en una força repressiva i autoritària amb l'excusa de la guerra contra la UNITA i el FNLA. Paulete no és només una opositora política a l'esquerra del govern, sinó també l'exemple d'una proposta de vida allunyada de l'austeritat i de la hipocresia puritana presumptament revolucionàries. Paulete i la seva tia es troben, un any després de la independència, a la presó: Lídia pel fet de pertànyer al principal moviment d'oposició interna al MPLA, Revolta Activa; Paulete per formar part d'un grupúscul minoritari i intel·lectualitzat també contrari a la deriva política del govern: l'OCA, Organització Comunista d'Angola. L'espai de la presó serveix en la novel·la per oferir una perspectiva alhora central i marginal del procés de degradació i de descomposició que és un dels temes fonamentals de l'obra. D'una banda, allà s'ajunten una sèrie de persones molt heterogènies l'únic element comú de les quals és la seva condició de refractaris al règim: opositors interns com Lídia; joves radicals com Paulete o el mateix narrador; antics militars portuguesos; mercenaris de la guerra civil, i fins i tot persones que només han comès el delicte de ser en un mal moment i en un lloc inoportú.
La presó, doncs, queda al marge del procés històric, però alhora n'és un subjecte totalment simptomàtic. A més, un fet crucial i altament traumàtic per a l'imaginari històric angolès recent com és l'intent de cop d'estat del 27 de maig de 1977, protagonitzat per elements del mateix MPLA suposadament descontents amb l'elit mestissa i urbana que acapara tot el poder, la situa en el primer pla. És a la presó un dels primers llocs on van el colpistes per alliberar els presos, i serà aquí també on aniran a parar i on patiran una repressió ferotge un cop vençuts pel poder establert. La presó és, de fet, l'autèntica cara del règim, i és també el lloc extrem on es posen a prova les diferents personalitats i on es revelen en la seva dimensió més heroica o més mesquina: «les ales són pròpies tant dels àngels com dels dimonis com de les gallines», deia l'avi de Lídia do Carmo Ferreira (el vell Carmo Ferreira de A conjura: tota l'obra novel·lesca d'Agualusa comparteix nombrosos personatges, que salten d'un llibre a l'altre i conformen un mosaic unificat). Zorro, per exemple, del grup de l'OCA, és torturat salvatgement però no parla. El narrador, en canvi, s'avé a denunciar els seus amics per por i per feblesa. Tanmateix, recordem la suspensió del judici moral característica d'Agualusa: no hi ha moralisme, els personatges no són jutjats, no hi ha maniqueisme ni estigmatització de la covardia.
També la presó d'Estação das chuvas dona a l'autor l'ocasió d'escenificar un dels seus temes recurrents: el mal com a objecte de fascinació i les seves representacions. Un dels detinguts és el coronel Arístides Lobo d'África, un militar portuguès autor d'algunes matances durant la guerra colonial. La novel·la escenifica el contrast entre la possibilitat d'un mal infinit i el refinament personal. El coronel Lobo d'África és un personatge exquisit, de tracte dolç i amable, amb un passat terrible que aparentment no li causa cap mena de remordiment: quan li pregunten per què en una ocasió va enterrar un grup de persones i els va tallar el cap amb una arada arrossegada per un tractor, respon que calia estalviar munició. Més emblemàtic d'aquesta mena de personatges és encara Monte. Monte és un cap de la policia política del règim, un blanc d'origen portuguès que dirigeix els interrogatoris i les tortures personalment. Tanmateix, la novel·la mostra també la cara refinada i exquisida del personatge, que és capaç de torturar gairebé fins a la mort algú amb una melangia que arriba a les llàgrimes, o que té un retrat de Nabokov al despatx i fa veure que és de Friedrich Engels, una altra manifestació d'elitisme cultural i de distanciament de la pròpia causa en nom de la qual comet constants crims. Més àcid i més esquemàtic és el retrat del mal en Tavares Marques, l'home simpàtic i agradable que amaga un temperament sociopàtic. En tots els casos es tracta de trencar la clàssica identificació entre bellesa interior i bellesa exterior: els perversos poden tenir bon aspecte, ser agradables i cultes.
Agualusa ha manifestat sovint explícitament el seu gust pels «dolents», i tanmateix tant a Estação das chuvas com a altres obres apareix també explícitament el terme oposat, l'atracció del personatge que encarna el bé. Lídia do Carmo Ferreira és, de fet, la personificació d'un cert concepte de la dignitat moral capaç de sobreposar-se a qualsevol conjuntura. Però potser aquesta tendència està encara millor encarnada per Joaquinzinho. Es tracta d'un personatge empresonat per error, simplement perquè té relació personal amb membres de l'OCA i es troba inoportunament situat en el moment de la detenció del grup. Joaquinzinho representa la immunitat davant de la corrupció i la degradació. És un personatge capaç d'ordenar el món i de sostenir-lo. Ell, d'una manera gairebé imperceptible, natural, és qui fa possible la convivència en una cel·la entre tota la galeria d'incompatibilitats personals que representen el coronel portuguès, els membres de l'OCA, l'antic guerriller i colpista del MPLA, el mercenari cubà al servei de l'UNITA o el tractorista kongo de l'UPA. El delicat equilibri d'aquest món tancat se sosté en la personalitat de Joaquinzinho, que esdevé el centre d'una xarxa de relacions de les quals és la pedra de toc.

### O Ano em que Zumbi tomou o Rio
La presència d'un personatge bo que articula tot un món i que el sosté de manera simbòlica ja s'apunta a A conjura amb el barber Caninguili, algú que imperceptiblement constitueix la base d'uns fets que tenen altres protagonistes molt més visibles però en el fons més perifèrics. Però on aquesta idea es desenvolupa amb més força és a la novel·la O ano em que Zumbi tomou o Rio (2002). Aquí es porta a l'extrem també el joc de desfer la tradicional associació entre bellesa i bondat, que ja es posava en qüestió tant amb Caninguili com en Joaquinzinho (ambdós descrits amb uns trets físics poc afavorits). Un dels protagonistes de O ano em que Zumbi tomou o Rio és un periodista angolès que concentra totes les característiques de la marginalitat estereotipada en una societat occidental: és negre, nan, orfe i homosexual. Aquesta aparent caricatura és l'embolcall d'una personalitat capaç de viure tota mena d'atrocitats sense perdre ni un gram de fermesa moral. La seva innocència lúcida li permet conservar intacte la capacitat d'indignació i l'equanimitat. Euclides Matoso da Câmara també és, com a periodista, un testimoni, però al mateix temps actua de consciència moral i de puntal de tot el que l'envolta. Tanmateix, no es tracta d'un moralista de judici fàcil, sinó d'una persona coherent i digne, davant de la qual la mesquinesa, la baixesa, l'autojustificació o la crueltat s'avergonyeixen. Agualusa força al màxim el contrast entre la seva estatura física i l'ètica, de manera que porta a les últimes conseqüències, com dèiem, la dissociació entre cànon estètic i valor ètic.
O ano em que Zumbi tomou o Rio confirma l'apropiació que Agualusa fa d'un espai simbòlic lusòfon. En aquest cas el principal escenari de la ficció és la ciutat de Rio de Janeiro, per bé que una part central dels protagonistes són angolesos. També la història recent d'Angola funciona aquí com a teló de fons, encara que més aviat com a referent ineludible i amarg però abandonat, deixat enrere. Francisco Palmares, un excoronel de l'exèrcit angolès, viu al Brasil amb la intenció de fugir dels fantasmes del passat, de tots els horrors que ha vist i ell mateix ha comès a la guerra posterior a la independència i també a la seva vida privada. El problema de Francisco Palmares és que «mai no s'oblida de res», la memòria dels antics pecats no el deixa viure en pau. Agualusa se situa aquí a l'altre cantó, entre aquells que han format part del règim angolès, els qui es van apropiar de la independència i van eliminar sistemàticament qualsevol oposició, interna o externa. Francisco Palmares és, de fet, company de Monte, el torturador d'Estação das chuvas (la transmigració de personatges d'una novel·la a l'altra és constant i típica d'aquest autor). Si bé novament ens trobem davant d'una mirada que suspèn el judici moral, una mirada capaç de donar veu al cantó fosc de la història (com ja ho feia, encara que molt tangencialment, amb Arístides Lobo d'África o amb el mercenari cubà d'Estação das chuvas), el que posa en evidència amb més claredat aquest punt de vista és la idea de redempció. Palmares ha estat sens dubte un botxí a Angola, però també ha estat una víctima de la història. Una víctima del fet que el seu pare sigui un vell moralista intransigent a l'ombra del qual no podia créixer. Palmares es veu impulsat a triar l'opció del mal —el paper del militar botxí— perquè el seu pare ocupa tot l'espai del bé. A través del coronel Palmares, Agualusa fa una aproximació pròpia a la idea de la banalitat del mal i de la complicitat dels individus «normals» amb l'horror. És possible que la idea del mal exigeixi una certa perversitat, però la seva execució en té prou amb la covardia i l'obediència.
La redempció és, doncs, un dels temes de la novel·la. Un tema que se'ns presenta en dues variacions. En primer lloc, Francisco Palmares, aquell per a qui el crim és un error de joventut, el producte d'una combinació de rebel·lia i covardia que genera una càrrega gairebé insuportable de remordiment. En segon lloc, Monte, el torturador refinat i culte que sacrifica l'ànima a una causa que després es revela inconsistent i buida. Probablement Monte sintetitza millor que cap altre personatge l'esmentada fascinació pels dolents. Recordem que aquest personatge, capaç d'una crueltat il·limitada, capaç de provocar dolor fins a la mort, plora mentre tortura Zorro. Plora perquè sent que Zorro, o qualsevol altra de les seves víctimes, l'obliga al crim, l'impulsa a l'autoimmolació moral. Des de la seva perspectiva, el triomf de la revolució a Angola exigeix l'eliminació física de tots els opositors, però també el sacrifici moral d'aquells que els eliminen, a l'estil dels corrents mil·lenaristes medievals que pretenien cometre els darrers pecats per acabar amb el pecat. Tanmateix, aviat es farà evident que la revolució és una coartada retòrica per acaparar el poder i, per tant, que els crims comesos en el seu nom no tenen ni tan sols la miserable grandesa del sacrifici personal. A més, els beneficiaris d'aquests crims, aquells que han aconseguit poder i riquesa gràcies a persones com Monte, són els primers que pretenen enterrar el passat i desvincular-se de tots els executors que els han posat on són. Així, Monte, després de la caiguda del bloc socialista i del reciclatge ideològic del govern angolès, és un personatge sol, aïllat, evitat per tothom, però encara utilitzat. I curiosament, continua treballant per al Ministeri de l'Interior, d'una banda perquè qualsevol mena de règim sempre utilitza persones com Monte, però d'una altra perquè aquest és el seu paper, el sentit de la seva existència. Agualusa utilitza un conte popular per explicar la trajectòria del torturador: el conte de l'escorpí que travessa el riu a l'esquena d'una granota, i que quan són a la meitat no pot evitar de picar-la malgrat que amb aquest gest es condemna a si mateix a mort. Picar és la seva naturalesa. Espiar, amenaçar, torturar, terroritzar és la naturalesa de Monte, més enllà de justificacions morals, de coartades polítiques, de conjuntures històriques. Monte no es pot redimir, encara que a O ano em que Zumbi tomou o Rio finalment troba un camí parcialment redemptor: matar el gran pare, matar el president, la figura última que finalment donava continuïtat i sentit a tots els crims comesos. L'assassinat del president és per a Monte una mena de penitència, un acte de purificació personal, l'única manera de trencar amb la seva pròpia essència i de deixar anar un llast que l'encadena a aquesta essència. Amb el darrer assassinat, Agualusa allibera Monte de si mateix, si més no temporalment (reapareix encara a la novel·la As mulheres do meu pai).
Molt diferent és la redempció de Francisco Palmares. Per a aquest, és una autèntica causa, una bona causa —i per tant una causa perduda, en la tradició perfectament romàntica— allò que li permet oblidar els seus crims i la seva covardia: la revolta dels negres de la favela de Rio de Janeiro. Palmares necessita situar-se a l'altre cantó, deixar de ser botxí i convertir-se en víctima: aquesta és la seva penitència. Necessita morir a mans dels que són el que ell era, necessita convertir-se en aquells presoners que el seu oficial superior llençava des d'un helicòpter mentre els cridava a veure si sabien volar: és l'única manera de recuperar la dignitat perduda pel fet de no haver estat capaç d'impedir-ho.
O dia em que Zumbi tomou o Rio és una novel·la que se situa gairebé en el gènere de la ucronia, de la política ficció. També és una obra que manipula la història, com ho feien altres obres anteriors i amb les mateixes tècniques, però aquí es treballa amb una possibilitat històrica que de moment no s'ha esdevingut: la revolta de les faveles brasileres, amb un gran potencial financer gràcies a la injecció de diners del narcotràfic però amb una situació social explosiva, de marginació extrema. Això permet Agualusa explorar novament les idees de justícia social i de revolució. Com a membre de la generació postindependència i com a crític amb el règim que resulta de la lluita anticolonial —un règim de retòrica socialista però de pràctica depredadora i autoritària—, l'autor tracta en general amb molt escepticisme el discurs tòpic revolucionari tradicional. Allò que compta no és el que diuen els polítics, la prèdica de grans valors i l'exaltació dels oprimits, sinó el que aquest discurs amaga: la corrupció, el cinisme, la covardia, l'acomodació, la voracitat. A Angola es constata que la retòrica alliberadora només ha servit de coartada circumstancial, i que a més s'hi ha renunciat bruscament, sense transicions, quan la conjuntura internacional ha canviat. Ara bé, en aquesta novel·la, la mateixa retòrica d'esquerra es posa en boca d'un personatge que aparentment representa un pol oposat a les guerrilles anticolonials dels anys seixanta: un cap del tràfic de drogues. Tanmateix, mentre els suposadament honrats i heroics guerrillers de la llibertat africana han esdevingut, un cop al poder, l'antítesi del seu propi discurs, el narcotraficant intentarà realment mantenir-se fidel als objectius de la revolució, i com era evident des del començament, hi perdrà la vida. «Hi ha batalles que no serveix per res guanyar, i batalles que val la pena perdre», diu el protagonista. Algunes batalles perdudes provoquen més canvis que les guanyades, i les batalles que es perden com a mínim no generen nous autoritarismes tan nocius o pitjors que els que han vingut a combatre.

### Um estranho em Goa
Um estranho em Goa (2000), un híbrid de novel·la i gènere de viatges, insisteix en el joc de miralls de la realitat i la ficció. El llibre —a banda de constituir una mena de reportatge sobre Goa, l'antiga colònia portuguesa de l'Índia— explora el tema de l'heroi i el traïdor. Un dels personatges centrals, Plácido Domingo, havia aparegut inicialment en un dels contes de Fronteiras perdidas (1999) (i que retornarà a Milagrário Pessoal, publicada el 2010, com a secundari, en una altra transmigració de personatges). En el conte és un altre «dolent»: un militar portuguès que s'infiltra en un moviment anticolonial, l'MPLA, durant la guerra d'Angola. Aconsegueix tenir un rang elevat dins del moviment, i quan arriba la Revolució dels Clavells i Portugal firma la pau amb les guerrilles, es troba sense lligams amb l'antiga metròpoli i aprofita una suposada missió a Cuba per desaparèixer en una petita ciutat del Brasil que s'assembla prodigiosament al seu Dondo natal (l'escenari de A feira dos assombrados, la població que el ferrocarril converteix de centre de comunicacions en perifèria absoluta). Plácido Domingo, però, exemplifica la necessitat de deixar testimonis: la seva acció, els llargs anys d'espionatge al servei de Portugal, no té gens de sentit si no la coneix ningú. La història, novament, és un gènere narratiu que atorga existència. Allò que no recull, mai no ha existit. Per això, Domingo explica al narrador la seva traïció. Ara bé, a Um estranho em Goa l'autor reprodueix, fins i tot, fragments literals del conte esmentat, però ara fa fer un tomb radical al personatge, que de fet no viu al Brasil, com es deia en el conte, sinó a l'Índia. I que no era un espia del serveis secrets portuguesos infiltrat a l'MPLA, sinó algú que estava en condicions de descobrir i denunciar els autèntics espies que havien aconseguit altíssims càrrecs en el moviment i que després de la independència havien decidit reciclar-se i senzillament ocupar quotes de poder al nou règim i oblidar-se de Portugal. Així que, aprofitant un viatge secret del nostre protagonista, el denuncien a les autoritats del Zaire per fer-lo desaparèixer. El traïdor ha esdevingut heroi i víctima, però això no ho sap ningú i en els cercles d'antics lluitadors anticolonials se'l té per un antic espia responsable de moltes morts amb les seves delacions (la mateixa Lídia do Carmo Ferreia ho creu així). En canvi, ben instal·lats en el poder hi ha els autèntics espies, els impostors: qui sap si encara hi queda algun autèntic combatent anticolonial o si senzillament el règim és dirigit per soldats portuguesos.

### O Vendedor de Passados
A O vendedor de passados (2004) s'explica que de fet el president d'Angola és un doble, un impostor, i que a l'autèntic li van fer una operació plàstica de canvi de cara i li van esborrar la memòria: una metàfora del lifting dels antics guerrillers socialistes convertits ràpidament en dèspotes corruptes. És possible, doncs, reconstruir el passat, girar-lo del revés amb un simple exercici narratiu. Aquest és justament el fil de O vendedor de passados. La constatació de la versatilitat del passat en un país convuls on moltes vegades la prosperitat d'avui és fruit dels crims d'ahir genera una necessitat: la de netejar-lo. Les classes socials emergents, els nous beneficiaris de la situació necessiten un pedigrí, una genealogia honorable. Cosa que justifica l'ofici del protagonista, Félix Ventura: ven passats nous de trinca, passats sense màcula, amb la seva documentació, els records de família, les velles fotografies, tot l'acompanyament que els dona materialitat. El lema de l'empresa és «doni als seus fills un passat millor», perquè els clients són gent «amb el futur assegurat». Un d'ells, per exemple, és un ministre que gràcies al venedor de passats ja de ben jove feia oposició a la dictadura colonial portuguesa (encara que ni ell no ho sabia). També «descobreix» que és descendent de Salvador Correia, l'alliberador de Luanda del breu domini holandès en el segle xvii. Naturalment, el parentiu és fals, però el ministre decideix que cal tornar a posar el nom de Correia a una institució d'ensenyament anomenada així a l'època colonial i que amb la independència va canviar-lo pel d'un heroi històric africà. De fet, en pocs minuts el ministre assumeix del tot el seu nou passat: «Així que sóc descendent de Salvador Correia, caram!, i no ho he sabut fins ara. Molt bé. La meva dona estarà contenta».
El sarcasme i la ironia, especialment amb figures del poder, és un tret comú a tota l'obra d'Agualusa (i potser n'és un exemple immillorable un dels títols de capítol d'Estação das chuvas que reprodueix una pintada autèntica de l'MPLA durant la guerra colonial: «La nostra victòria és irremeiable», és a dir, no té remei). A banda, però, de la crítica política irònica, tota la novel·la de O vendedor de passados és una reflexió sobre la mentida. En aquest cas, la veu narrativa no és la d'un personatge com a Estação das chuvas, ni un narrador omniscient com a A conjura, ni una projecció del mateix autor com a Um estranho em Goa, sinó la veu d'un animal, un tipus de sargantana que té la capacitat de riure (una altra imatge recurrent, el somriure de la sargantana). A través dels somnis d'aquest narrador animal que viu tancat dins de la casa de Félix Ventura assistim a una sèrie de reflexions sobre la veritat i la mentida, sobre els falsos records o sobre la memòria que s'alimenta d'allò que els altres recorden de nosaltres; una discussió de to marcadament deutor de Borges. I una nova demostració de la capacitat creativa de la paraula: el ministre escriu un llibre on explica el seu fals passat, un llibre que contribuirà a reinterpretar la història recent d'Angola, que permetrà mirar des d'una nova perspectiva els darrers anys. Més encara: José Buchmann, un altre dels compradors de passats, engrescat amb el seu, marxa a Nova York per intentar trobar el rastre de la seva suposada mare. Les pistes el porten a Sud-àfrica, on troba una aquarela seva i on finalment descobreix que fa uns mesos que ella va morir. La mentida d'en Ventura s'encarna en personatges de debò, davant la sorpresa del mateix Ventura. La paraula allibera un esperit que es materialitza i que deixa rastres: una pintura, un retall de revista amb una foto. N'hi ha prou per certificar una existència. Finalment sabem que el que fa Buchmann és intentar fer creure als altres allò que pretén creure's ell mateix: al capdavall, la nostra identitat depèn fortament del fet que els altres la reconeguin. Potser són els altres, qui ens convenç de qui som.
O vendedor de passados també té el seu dolent, en aquest cas una ruïna humana, un ésser devorat per la buidor i la inutilitat de totes les crueltats que ha comès en nom de l'estat i de la revolució. Es diu Edmundo Barata dos Reis i és un exagent (i un exgent, un expersona, diu ell mateix) de la seguretat de l'Estat, un torturador. Agualusa es diverteix a jugar amb els noms dels seus personatges. En aquest cas, un nom ben transparent: «immunda cuca dels reis», el que fa la feina bruta dels que manen.

## Llibres publicats
- A Conjura (novel·la, 1989)
- D. Nicolau Água-Rosada e outras estórias verdadeiras e inverosímeis (contes, 1990)
- O coração dos bosques (poemes, 1991)
- A feira dos assombrados (novel·la, 1992)
- Estação das Chuvas (novel·la, 1996)
- Nação Crioula (novel·la, 1997)
- Fronteiras Perdidas, contos para viajar (contes, 1999)
- Um estranho em Goa (novel·la, 2000)
- Estranhões e Bizarrocos (novel·la juvenil, 2000)
- A Substância do Amor e Outras Crónicas (cròniques, 2000)

- O Homem que Parecia um Domingo (contes, 2002)
- O Ano em que Zumbi Tomou o Rio (novel·la, 2002)
- Catálogo de Sombras (contes, 2003)
- O Vendedor de Passados (novel·la, 2004)
- Manual Prático de Levitação (contes, 2005)
- A girafa que comia estrelas (infantil, 2005)
- Passageiros em Trânsito (contes, 2006)
- O filho do vento (infantil, 2006)
- As Mulheres do Meu Pai (novel·la, 2007)
- Na rota das especiarias (guia, 2008)
- Barroco Tropical (novel·la, 2009)
- Milagrário Pessoal (novel·la, 2010)
- Teoria geral do Esquecimento (novel·la, 2012) Premi Internacional de Literatura Dublin 2017
- A Educação Sentimental dos Pássaros (novel·la, 2012)
- A vida no Céu (novel·la juvenil, 2013)
- A Rainha Ginga (novel·la, 2014)
- O Livro dos Camaleões (contes, 2015)
- A Sociadade dos Sonhadores Involuntários (roman, 2017)

## Premis
- 1989 Prémio Sonangol Revelação de Literatura per A Conjura
- 1997 RTP Great Literary Prize per Nação Crioula
- 2007 Independent Foreign Fiction Prize per The Book of Chameleons, traduït per Daniel Hahn
- 2017 Premi Internacional de Literatura IMPAC de Dublin per Teoria Geral do Esquecimento
- 2018 Premi Llibreter - Altres literatures per Teoria general de l'oblit, traduït per Pere Comellas Casanova[6]